# Trận vượt sông Dniestr
Trận vượt sông Dniestr (21-22 tháng 8 năm 1944) hay còn gọi là trận đổ bộ Akkerman là một trận chiến nằm trong chiến dịch tấn công chiến lược Iaşi-Chişinău thuộc Chiến tranh Xô-Đức. Nó chính là trận đánh vượt sông Dniestr của Tập đoàn quân số 46 (thuộc Phương diện quân Ukraina 3 với sự phối hợp của Giang đoàn Danub.

## Binh lực và kế hoạch

### Quân đội Rumani và Đức Quốc xã
Cho đến đầu chiến dịch, trận tuyến giữa hai bên chạy dọc theo khu vực cửa sông Dniestr với lòng sông có chỗ rộng tới 11 cây số. Để đề phòng quân đội Liên Xô đổ bộ, khu bờ sông được bố trí ba lớp hào và hào chống tăng, một số lượng lớn hỏa điểm mạnh cùng những bãi mình dày đặc chôn ở bờ sông và những vùng nước nông. Trấn thủ tại khu vực này là các đơn vị của Tập đoàn quân Rumani số 3 (tư lệnh: Đại tướng Petre Dumitrescu) thuộc Cụm Tập đoàn quân Nam Ukraina (thượng tướng Johann Friessner). Số quân Rumani đóng tại Akkerman khoảng chừng 4.000 người với 100 đại bác.

### Quân đội Liên Xô
Theo kế hoạch của F. I. Tolbukhin, tư lệnh Phương diện quân Ukraina 3, các đơn vị hải quân đánh bộ của Tập đoàn quân số 46 (tư lệnh: trung tướng I. T. Shlyomin, chỉ huy lực lượng hải quân là trung tướng A. N. Bakhtin) phải vượt qua khu vực cửa sông Dniestr và tổ chức đổ bộ tại các khu vực Kalagleya (Kalahliya), Roksolany, và cửa Tsaregradskoye, bao vây và tiêu diệt quân địch ở Akkerman (nay là Bilhorod-Dnistrovskyi) và từ đó thọc sâu vào hậu tuyến của quân đội Rumani.
Mũi tấn công chính của cuộc vượt sông được thực hiện tại cửa sông Dniestr do một cụm tác chiến thực thi (bao gồm lữ đoàn bộ binh thuộc hải quân độc lập số 83, tiểu đoàn hải quân đánh bộ độc lập số 369 cùng với một số tiểu đoàn công binh và một đại đội công binh đào hầm). Vị trí đổ bộ của cụm tác chiến ở phía Bắc Akkerman và họ phải thiết lập một bàn đạp vượt sông tại hướng Moloha, điểm cao 68,2. Tại vùng phụ cận phía Nam Akkerman là khu vực đổ bộ của lữ đoàn bộ binh thuộc hải quân độc lập số 255, đơn vị này sẽ tiến theo hướng Turki (Tuzly) và hội quân tại phía Tây cùng với nhóm đổ bộ tại Bắc Akkerman, hình thành vòng vây đối với quân địch tại đây. Tổng binh lực bao gồm 8.022 người, 10 xe tăng, 122 đại bác và 73 súng cối. Lượng tàu thuyền dùng trong việc đổ bộ bao gồm 500 xuồng đổ bộ dạng gấp xếp, 21 bè, 1 thuyền máy, 18 tàu kéo, 4 tàu đánh cá vũ trang, khoảng 20 phà tự hành và các bồn phao. Ngoài ra, các nhóm đổ bộ còn nhận được sự yểm hộ của lực lượng pháo binh hùng hậu đóng ở bờ Đông sông Dniestr, trong đó bao gồm 26 khẩu đại bác bảo vệ bờ biển với cỡ nòng lớn. Nhằm đảm bảo cho pháo binh bắn chính xác, quân đội Liên Xô đã chuẩn bị nguyên một liên đội không quân chuyên nhiệm vụ định vị mục tiêu cũng như bố trí những đơn vị có nhiệm vụ tương tự trong đội ngũ các nhóm đổ bộ.
Nhằm đảm bảo sự thống nhất và liền lạc trong công tác chỉ huy, tất cả các công đoạn chuẩn bị và tiến hành đổ bộ đều được đặt dưới sự điều hành của Giang đoàn Danub do Phó đô đốc S. G. Gorshkov chỉ huy. Rất nhiều tài lực và nhân lực đã được huy động cho công tác chuẩn bị và Hạm đội Biển Đen đã đóng góp một phần đáng kể trong việc chuẩn bị.
Công tác nghi binh và trinh sát được chuẩn bị chu đáo. Ngay từ trước chiến dịch một thời gian rất dài, quân đội Liên Xô đã tiến hành nhiều hoạt động trinh sát, thám thính tại phòng tuyến quân địch đồng thời toàn bộ dải trận tuyến bên phía Liên Xô cũng đồng loạt "im hơi lặng tiếng", che giấu các hoạt động chuẩn bị đổ bộ. Các đầu neo, dây cáp và tàu thuyền cũng được ngụy trang kỹ lưỡng. Đồng thời, việc bắn chuẩn bị cũng không được tiến hành để đảm bảo yếu tố bí mật và bất ngờ. Các đơn vị tham gia đổ bộ được rút về để huấn luyện thêm tại khu vực cửa Khadzhibey gần Odessa với địa hình gần giống như tại cửa sông Dnister nơi đổ bộ.

## Diễn biến
Tối ngày 21 tháng 8 năm 1944, khi màn đêm vừa buông xuống, lực lượng đổ bộ của quân đội Liên Xô lập tức khởi hành. Đội đổ bộ chủ công ở phía Bắc có quân số 2.318 người với 270 tàu, trong khi đội phía Nam có 1.216 người với 218 tàu. Đi đầu là lực lượng bộ binh; pháo binh, súng cối và xe bọc thép lội nước được chuyên chở tại thê đội hai, còn thê đội ba là xe tăng. Thê đội thứ nhất của cả hai mũi tấn công đều tổ chức đổ bộ cùng một lúc. Ngay trước khi tiếp cận bờ Tây sông Dniestr, vào lúc 0 giờ 30 phút ngày 22 tháng 8 lực lượng không quân Xô Viết (bao gồm 180 máy bay) đã tiến hành không tập dữ dội vào các phòng tuyến quân địch. Hải pháo trên các tàu chiến của Giang đoàn Danub cũng nã pháo cấp tập vào khu vực đổ bộ tại Bugaz (???)
Quân Rumani chỉ phát hiện ra các thê đội đổ bộ Liên Xô ở mũi chủ công Bắc khi lực lượng đổ bộ cách bờ chừng 100-150 mét, còn đối với mũi phụ công Nam là 300-400 mét. Đại bác và súng máy Rumani lập tức nổ súng bắn trả, tuy nhiên phía Liên Xô đã trả lời bằng hỏa lực pháo binh vượt trội và nhanh chóng làm câm tiếng các hỏa điểm và trận địa pháo gần bờ của đối phương. Các tàu đổ bộ Liên Xô thả khói mù che mắt địch quân, bao bọc các toán bộ binh đang lần lượt cập bờ. Đến 2 giờ 40 phút sáng, cả hai mũi chủ công đều đã thiết lập được bàn đạp vượt sông và, sau những trận kịch chiến bằng súng đạn, lưỡi lê và cả nắm đấm đã xuyên thủng các hàng phòng ngự quân địch, đột phá sâu vào hậu phương quân Rumani. Không lâu sau đó, vào 5 giờ sáng, một liên đội thuộc Giang đoàn Danube (bao gồm 8 tàu pháo, 2 tàu cối và 2 tàu quét mìn) từ hướng biển Đen đã tấn công vào cửa sông Dnister, vượt qua những bãi thủy lôi dày đặc và làn mưa đạn pháo của quân địch và tiếp cận bờ Tây sông Dniestr, yểm hộ cho thê đội 2 và 3 tổ chức đổ bộ.
Đến 9 giờ sáng, cả hai mũi tấn công đã tiến sâu đến 9 cây số vào hậu tuyến quân địch, bắt đầu bao vây Akkerman. Quân Rumani tổ chức một đợt phản kích mạnh vào mũi chủ công phía Bắc nhưng nhanh chóng bị pháo binh Liên Xô từ bờ Đông đánh lui. Các phòng tuyến Rumani liên tiếp sụp đổ đã gây ra sự rối loạn trong hàng ngũ của họ, nhiều binh sĩ thậm chí đã bỏ chạy không chiến đấu. Vào 18 giờ, pháo đài và thành phố Akkerman được giải phóng. Đến cuối ngày, hai bàn đạp vượt sông tại phía Bắc và Nam đã nhập lại thành một với bề rộng 40 cây số và chiều sâu hơn 15 cây số; trong đó nhiều chi đội hải quân đánh bộ đã đột phá đến 30 cây số vào trong bờ Tây, phá hoại tuyến liên lạc và gây ra nhiều hoảng loạn trong quân đội đối phương.

## Kết quả, đánh giá và ảnh hưởng
Sau trận đánh, vào đêm 22 rạng ngày 23 tháng 8 tại khu vực đầu cầu vừa giành được quân đội Liên Xô đã xây dựng những chiếc cầu phao bắc qua sông. Lực lượng đặc nhiệm của Tập đoàn quân số 46 băng qua sông Dniestr trên những chiếc cầu này và đến buổi sáng ngày 23 đã bắt đầu tấn công dữ dội. Cùng lúc đó, mũi tấn công của Tập đoàn quân số 37 tại Kitskany (???) cũng thành công, phối hợp với Tập đoàn quân số 46 bao vây 5 sư đoàn Rumani ở phía Nam Sarata. Con đường tiến vào Rumani dọc theo bờ biển Đen đã mở ra cho Phương diện quân Ukraina 3. Cuộc tấn công tại cửa sông Dniestr đã hoàn thành sớm hơn so với kế hoạch.
Có thể nói chuỗi trận chiến vượt cửa sông Dniestr là một trong những trận đánh đổ bộ thành công nhất của quân đội Liên Xô trong cuộc chiến nếu xét tốc độ hoàn thành kế hoạch cũng như vai trò quan trọng của nó trong cả chiến dịch. Nguyên nhân thành công của cuộc đổ bộ bao gồm quá trình huấn luyện kỹ lưỡng đối và tinh thần cao của các binh sĩ tham gia trận đánh, sự hỗ trợ mạnh mẽ của pháo binh cũng như hoạt động đắc lực của các vũ khí xung kích, và hoạt động chỉ huy thống nhất, hữu hiệu ở cấp độ chiến dịch. Năm binh sĩ thuộc lực lượng hải quân đánh bộ Liên Xô đã được phong danh hiệu Anh hùng Liên Xô trong trận đánh này.
Thiệt hại của quân Rumani là 300 chết, 750 bị bắt cùng một lượng lớn khí tài quân sự bị thu giữ. Thiệt hại vật chất của phía Liên Xô là 1 bè đổ bộ, còn thiệt hại nhân mạng chưa được công bố.